# 峇冬丁宜圣母圣名堂
峇冬丁宜圣母圣名堂（英語：Church of The Holy Name of Mary, Permatang Tinggi），是一座历史悠久的哥特式建筑罗马天主教教堂，位于槟城州威中县峇冬丁宜。它是天主教槟城教区的本堂区之一。